# Chiho Ishida
Pour les articles homonymes, voir Ishida.
 (août 2023).
Chiho Ishida (石田 千穂, Ishida Chiho) née le 17 mars 2002 dans la préfecture d'Hiroshima est une chanteuse et mannequin japonaise, membre des groupes de J-pop STU48. Elle débute en 2012 comme première génération de ASH.